# PARD3B
PARD3B‏ (Par-3 family cell polarity regulator beta) هوَ بروتين يُشَفر بواسطة جين PARD3B في الإنسان.PARD3B (Par-3 family cell polarity regulator beta) هو جين يُشفِّر بروتينًا يُعرف باسم منظّم استقطاب الخلية. البروتين ينتمي إلى عائلة Par-3 التي تلعب دورًا أساسيًا في تنظيم الاستقطاب الخلوي، وهي عملية مهمة تضمن توزيعًا صحيحًا للمكونات الخلوية في أثناء الانقسام أو الحركة الخلوية.الاستقطاب الخلوي أمر بالغ الأهمية لتكوين الهياكل الوظيفية داخل الخلايا، مثل ظهور أقطاب مختلفة في الخلايا الظهارية، الخلايا العصبية، والخلايا اللمفاوية. بروتين PARD3B يتفاعل مع بروتينات أخرى في هذه العائلة (مثل PARD3 وPARD6) لتشكيل مجمعات بروتينية تؤدي دورًا في توجيه الخلايا وتحديد اتجاهاتها.البحث في هذا الجين أظهر أنه قد يلعب دورًا في العديد من العمليات البيولوجية مثل تنظيم حركة الخلايا وتكوين الشبكات العصبية، وهناك أدلة تشير إلى أنه قد يرتبط بوظائف مهمة في السرطان وبعض اضطرابات الخلايا.